# さいたま市立栄小学校
さいたま市立栄小学校（さいたましりつさかえしょうがっこう）は、埼玉県さいたま市西区にある日本の公立小学校。

## 沿革
- 1973年（昭和48年）4月1日 - 馬宮東小学校の校舎の一部を借用して大宮市立栄小学校として創立される[2]。
- 1974年（昭和49年）2月2日 - 現在地に校舎が落成され、移転する。同時に開校式典を挙行する。
- 1975年（昭和50年）2月13日 - 第2期鉄筋4階建て校舎8教室竣工、プール完成。校歌及び校旗制定。
- 1978年（昭和53年）1月7日 - 北校舎竣工。
- 1981年（昭和56年）
  - 1月23日 - 消防用通路改修工事完了。校舎拡張地運動場として整地完了。
  - 3月15日 - 体育館竣工。
- 1982年（昭和57年）11月26日 - 創立10周年記念式典挙行し、祝賀会開催。
- 1984年（昭和59年）3月15日 - フィールド・アスレチック完成。
- 1987年（昭和62年）10月11日 - 創立15周年記念事業実施。
- 1992年（平成4年）11月4日 - 創立20周年記念式典挙行、祝賀会開催。
- 1995年（平成7年）6月30日 - ホタル飼育舎完成。
- 1996年（平成8年）8月31日 - 生ごみ処理機設置。アヒル小屋改修。
- 1997年（平成9年）
  - 3月31日 - 校庭及びアスレチックス改修。体育小屋新築。
  - 11月18日 - 創立25周年記念事業実施（図書の寄贈、下敷作成等）。
- 2001年（平成13年）5月1日 - 大宮・浦和・与野の3市合併に伴い、さいたま市立栄小学校と改称する。
- 2002年（平成14年）11月8日 - 創立30周年記念式典挙行し、祝賀会開催。
- 2004年（平成16年）
  - 4月1日 - 栄小放課後児童クラブが校地内に開設。
  - 10月31日 - 本校舎3・4階の児童用トイレ及び洗面台の全面改修工事終了。
- 2005年（平成17年）1月13日 - 全校で給食用牛乳パックのリサイクルを開始。
- 2006年（平成18年）
  - 3月23日 - 体育館外部（屋根）改修工事終了。
  - 11月27日 - 音楽室と図書室に空調設備を設置。
- 2007年（平成19年）
  - 9月22日 -  創立35周年記念・平成19年度運動会挙行。
  - 12月15日 - 管楽器クラブ創立35周年記念としてPTAより楽器寄贈。
- 2008年（平成20年）6月2日 - 普通教室に空調設備を設置。
- 2009年（平成21年）2月11日 -  本校舎の照明器具改修工事、黒板灯設置工事。
- 2010年（平成22年）10月25日 - 北校舎の耐震補強工事完了。
- 2011年（平成23年）
  - 3月11日 - 東日本大震災の影響で、本校舎の一部が損壊する。
  - 4月11日 - 仮設校舎建築のため、馬宮東小（第3・6学年）、植水小（第4・5学年）、本校北校舎（第1・2学年）に分かれてのバス通学による授業開始。
  - 7月29日 - 仮設校舎完成。
  - 9月1日 - 校庭に建設した仮設校舎で生活開始、バス体育（馬宮中、植水小）。
- 2012年（平成24年）
  - 4月17日 - 本校舎解体工事開始。
  - 10月2日 - 体育館耐震補強工事完了。
  - 11月1日 - 本校舎改築工事開始。
  - 11月19日 - 40周年記念事業として、演劇鑑賞会実施。
- 2014年（平成26年）
  - 2月12日 - 本校舎完成。
  - 4月1日 - 特別支援学級（知的）開設。
  - 4月10日 - 自校給食開始。
  - 6月16日 - 特別支援学級（自閉・情緒）開設。
  - 9月18日 - 北校舎改修工事完了。
  - 11月4日 - 新校舎・校庭完成式挙行。
- 2015年（平成27年）8月31日 - 体育館非構造部材耐震工事・体育館トイレ改修工事完了。
- 2016年（平成28年）
  - 2月19日 - 太陽光発電設備・蓄電池設置工事完了。
  - 8月31日 - 校庭放送器具改修工事完了。
  - 10月31日 - 北校舎トイレ（各階）改修工事完了。
- 2017年（平成29年）11月2日 - 創立45周年記念事業として、航空写真撮影。
- 2018年（平成30年）12月27日 - 2階ウッドデッキ非常扉の設置。
- 2020年（令和2年）7月29日 - スポーツ広場フェンス完成。
- 2021年（令和3年）8月31日 - 照明LED化事業工事完了。
- 2022年（令和4年）
  - 7月11日 - 50周年記念事業として、航空写真撮影。
  - 11月26日 - 創立50周年記念式典挙行。

## 交通
- さいたま市西区コミュニティバス（平日のみ運行）「プラザ中央」バス停下車後、徒歩約370m・約6分。
- 西武バス大31系統「金山神社」バス停下車後、徒歩10分。
- 西武バス大22系統「東五味貝戸」バス停下車後、徒歩10分。